# یوداکانوکتیا
یوداکانوکتیا (به لاتین: Udakanuketiya) یک منطقهٔ مسکونی در سری‌لانکا است که در استان جنوبی (سری‌لانکا) واقع شده‌است.